# Wasserlinsen
Die Wasserlinsen (Lemna) sind eine Pflanzengattung in der Unterfamilie der Wasserlinsengewächse (Lemnoideae) innerhalb der Familie der Aronstabgewächse (Araceae).

## Merkmale
An den Laubgliedern befinden sich zwei seitliche, nach hinten gerichtete Spalten, aus welchen die seitlichen Sprosse hervorgehen. Die Glieder besitzen je eine Wurzel. Mittelnerven sind vorhanden, Seitennerven sind vorhanden oder fehlen. Die Wurzeln haben keinen Leitstrang. Die Wurzelhaube ist abgerundet oder spitz. Der Fruchtknoten weist einen oder mehrere feste Samen auf. Die Samen sind gerippt.

## Systematik und Verbreitung

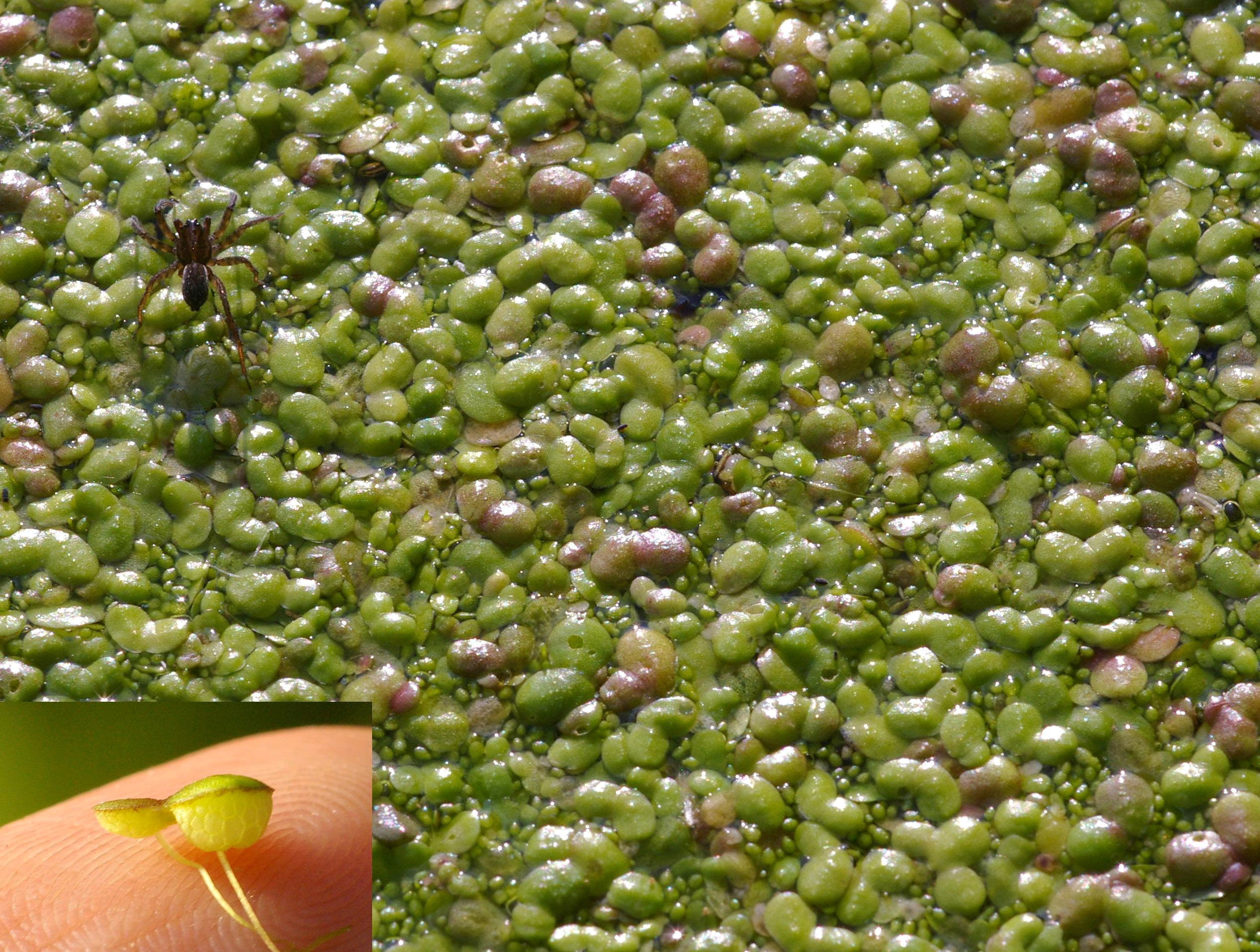
Bucklige Wasserlinse (Lemna gibba)

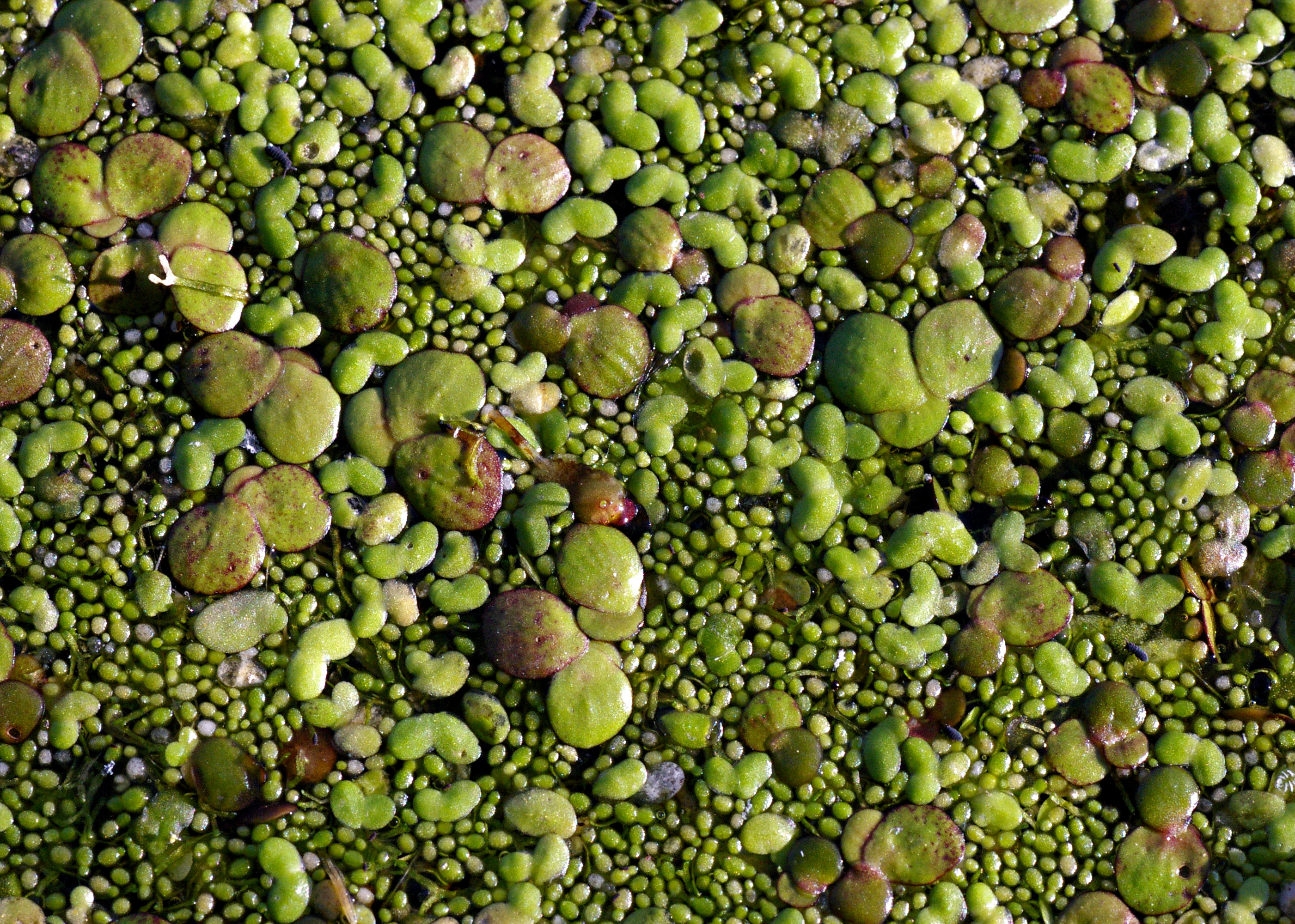
Wasserlinsengesellschaft mit Spirodela polyrhiza, Lemna minor und Wolffia arrhiza

Die Gattung Lemna wurde 1753 durch Carl von Linné in Species Plantarum, Tomus II, Seite 970 aufgestellt.
Die Gattung Lemna gehört zur Unterfamilie der Lemnoideae aus der Familie der Araceae in der Ordnung der Froschlöffelartige (Alismatales) innerhalb der Einkeimblättrigen Pflanzen (Monokotyledonen).
Die Gattung Lemna ist weltweit verbreitet, ausgenommen arktische und subarktische Regionen.
Laut der Flora of Pakistan umfasst die Gattung ungefähr 15 Arten, die Flora of North America gibt eine Artenzahl von 13 an.
In Mitteleuropa sind nach Hegi 1926 drei Arten heimisch:
- Bucklige Wasserlinse (Lemna gibba L., Syn.: Lemna parodiana Giardelli)
- Kleine Wasserlinse (Lemna minor L.)
- Dreifurchige Wasserlinse (Lemna trisulca L.)

Weitere Arten sind:
- Schiefe Wasserlinse (Lemna aequinoctialis Welwitsch), Heimat: Tropen und Subtropen[2]
- Lemna disperma Hegelm., Heimat: Australien und Neuseeland[2]
- Lemna japonica Landolt, Heimat:  Russisches Ostasien bis Japan und Korea[2]
- Zierliche Wasserlinse (Lemna minuta Kunth), Heimat: Amerika[2]
- Lemna obscura (Austin) Daubs: Die Heimat sind die USA bis Mexiko und die Bahamas sowie Kolumbien bis Ecuador.[2]
- Lemna perpusilla Torrey: Die Heimat sind Kanada und die USA.[2]
- Lemna tenera Kurz, Heimat: Indochina bis Nordaustralien[2]
- Rote Wasserlinse (Lemna turionifera Landolt), Heimat: Europa bis Korea und Nordamerika[2]
- Lemna valdiviana Philippi, Heimat: Amerika[2]
- Lemna yungensis Landolt, Heimat: Bolivien.[2][5]

Von diesen Arten treten die Schiefe Wasserlinse (Lemna aequinoctialis Welwitsch), die Zierliche Wasserlinse (Lemna minuta Kunth) und die Rote Wasserlinse (Lemna turionifera Landolt) als Neophyten auch in Mitteleuropa auf.

## Nutzung
Lemna-Arten finden auch in der Aquaristik Verwendung.